# United-Airlines-Flug 811
Am 24. Februar 1989 kam es an Bord einer Boeing 747 auf dem United-Airlines-Flug 811 von Los Angeles nach Auckland kurz nach einer Zwischenlandung in Honolulu durch das Versagen der vorderen Frachtraumtür zu einer explosiven Dekompression, durch welche die Tür und ein Teil der darüber befindlichen Rumpfverkleidung fortgerissen wurde. Durch das entstandene Loch wurden neun Passagiere mit ihren Sitzen aus dem Flugzeug geschleudert und in den Tod gerissen. Nach einem eingeleiteten Notsinkflug konnten die Piloten das schwer beschädigte Flugzeug zum Zwischenstopp Honolulu sicher zurückführen und dort landen.

## Der Unfall

### Unfallhergang
Die Boeing 747-122 der United Airlines startete am 24. Februar 1989 vom Los Angeles International Airport mit Zwischenstopps in Honolulu auf Hawaii, in Auckland, Neuseeland und Ziel Sydney, Australien. An Bord des Flugzeugs mit dem Kennzeichen N4713U befanden sich drei Piloten, 15 Flugbegleiter und 337 Passagiere.

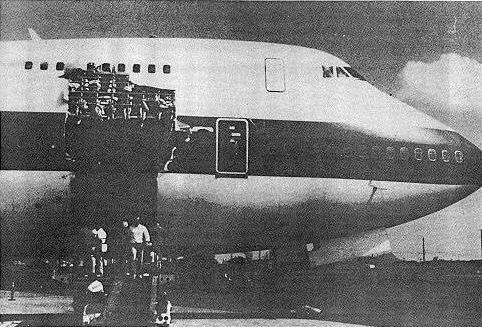
Die beschädigte Maschine

Etwa 16 Minuten nach dem Start zum Weiterflug von Honolulu nach Auckland und noch während des Steigflugs, in einer Höhe von ca. 22.500 ft (6900 m) und einer Entfernung von etwa 108 km (58 sm) von Honolulu, öffnete sich die vordere Frachtraumtür plötzlich; dies führte zu einer explosiven Dekompression im Flugzeugrumpf. Die Luke riss anschließend vollständig ab und nahm einen Teil der Rumpfverkleidung mit sich, so dass über der eigentlichen Öffnung für die Frachtraumtür noch ein etwa 4 m × 4,5 m großes Loch im Rumpf entstand. Durch das entstandene Loch wurden fünf Sitzreihen der Businessklasse aus dem Flugzeug geschleudert, auf denen insgesamt neun Passagiere saßen. Eine Flugbegleiterin, die sich in der Nähe des Lochs aufhielt, wurde schwer verletzt.
Veranlasst durch den Druckabfall leiteten die Piloten einen Notsinkflug ein, um wieder auf eine Höhe zu gelangen, in der der Sauerstoff-Partialdruck ausreichend war, um eine Hypoxie zu vermeiden. Durch die Dekompression waren Teile der Tür in das Triebwerk 3 gelangt, welches sofort ausfiel. Triebwerk 4 war ebenfalls beschädigt und in Brand geraten. Zudem waren die Klappen beschädigt worden. Trotz der Schäden an Rumpf, Triebwerken und Klappen gelang den Piloten eine sichere Landung in Honolulu. Die Passagiere konnten ohne weitere Verletzungen in 45 Sekunden das Flugzeug über die Notrutschen verlassen.

### Ursache
Der Vorfall wurde höchstwahrscheinlich durch falsche Verkabelung, verbunden mit einem schlechten Verschlussmechanismus der Frachtluke, ausgelöst. Zu dieser Zeit besaß die 747 der Version 100 ein kleines Inspektionsfenster, das bündig mit der Frachtluke abschloss, so dass die Bodencrew  visuell überprüfen konnte, ob die Bügel der Tür auf „Verriegelt“ standen. Es gab jedoch mehrere Mängel im Design: Man konnte den Verriegelungsmechanismus nicht nah genug und nicht vollständig einsehen. Zudem war der Stromkreis, der die Stromversorgung der Frachtluke regelt, defekt und konnte im Flug auslösen und damit die Frachtluke öffnen. Die Frachtluke, die nach außen öffnet, wurde dadurch aufgesprengt und vom Rumpf abgetrennt. Dabei riss sie einen Teil der Rumpfverkleidung mit sich, wodurch die Fluggastkabine beschädigt und dem in 22.500 Fuß herrschenden Luftdruck ausgesetzt wurde.

### Ursachenermittlung

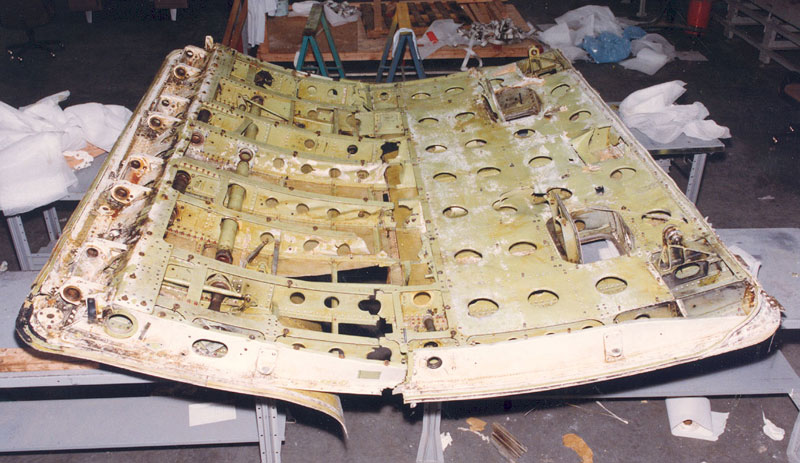
Von Tauchern der United States Navy geborgene Frachtraumtür

Zwei Teile der Frachtluke wurden am 26. September und 1. Oktober 1990 aus dem Pazifik geborgen.
Der Neuseeländer Lee Campbell war eines der Todesopfer. Seine Eltern Kevin und Susan Campbell stellten Nachforschungen an, um herauszufinden, was die Ursache für die Dekompression war. Ihre Nachforschungen ergaben, dass ein Konstruktionsfehler des Verschlussmechanismus der Frachtluke vorlag. Zwei weitere Vorfälle stützen die Hypothese der Campbells:
- Bereits 1987 hatte eine Störung in einer Frachtluke einer 747 der Pan Am in London-Heathrow den Hersteller Boeing dazu veranlasst, alle betroffenen 747-Betreiber zu einer vorgegebenen Nachbesserung der potenziell störanfälligen Konstruktion aufzufordern. Erst nach dem Zwischenfall vor Honolulu verkürzte die FAA die Frist für den Austausch des Mechanismus auf 30 Tage. Ursprünglich war eine Frist bis zur nächsten regulären Wartung vorgesehen.

- Im Jahr 1991 kam es erneut zu einem Zwischenfall[1] bei der Frachtluke einer Boeing 747 der United Airlines auf dem New Yorker Flughafen JFK. Wartungspersonal war auf der Suche nach der Ursache für das Auslösen einer Sicherung. Während der Diagnose kam es zu einer unbeabsichtigten Auslösung des Verschlussmechanismus für die Frachtluke, wodurch diese sich öffnete. Die Öffnung der Luke führte dann zu ähnlichen Schäden, wie sie an der Frachttür des auf dem Flug 811 betroffenen Flugzeugs festgestellt worden waren.

### Untersuchungsergebnisse
Die US-amerikanische Transportsicherheitsbehörde gab aufgrund ihrer Untersuchung eine dringende Empfehlung für alle im Dienst befindlichen Boeing 747-100 heraus, den Verschlussmechanismus durch nicht fehlerhafte Verschlüsse zu ersetzen. Eine weitere – nicht verbindliche – Empfehlung sprach sich dafür aus, alle nach außen öffnenden Luken durch nach innen öffnende Luken zu ersetzen, da diese durch den Kabineninnendruck nicht herausgesprengt werden können. Seit der Aufarbeitung dieses Vorfalls hat es keine gleichgelagerten Unfälle mehr mit der 747-100 gegeben.
Im Jahr 1989 wurde der Crew eine Auszeichnung des United States Secretary of Transportation verliehen. Das Flugzeug wurde repariert und mit dem Kennzeichen N4724U wieder registriert. 1990 wurde es erneut in Dienst gestellt. 1997 wurde es an die gambische Fluggesellschaft Air Dabia verkauft, die das Flugzeug als C5-FBS registrierte. Nach dem Ende der Gesellschaft wurde das Flugzeug im Jahr 2000 auf dem Plattsburgh International Airport eingelagert und im Jahr 2004 in Plattsburgh, NY, ausgeschlachtet.
United Airlines unternahm nach dem Unglück zahlreiche Versuche, den Verlust der Frachtluke R5 im Flugsimulator nachzustellen. Keine Besatzung war nach dem Verlust der Luke noch in der Lage, die 747 sicher zu landen.

## Film und Fernsehen
- Der Unfallhergang wurde in der Serie Mayday – Alarm im Cockpit, Staffel 1, Folge 1 unter dem Titel Unlocking Disaster (auch unter Explosive Evidence) in englischer Sprache und als Um Haaresbreite auf Deutsch dargestellt.
- 2024 wurde der Unfallhergang erneut in der Serie Mayday – Alarm im Cockpit aufgegriffen und aufgearbeitet – Staffel 24, Folge 2 unter dem Titel Terror Over The Pacific in englischer Sprache und als Explosion über dem Pazifik auf Deutsch.[4]
- Die TV-Serie Akte X stellt den Unfall dar, führte die Ursache jedoch auf Außerirdische zurück.
- In „Boeing 747 – Die Jumbo-Revolution“ (Originaltitel „747: The Jumbo Revolution“, GB/USA/NZ 2013) wird die Geschichte der Entwicklung und des Einsatzes der 747 dargestellt, als einer der wenigen Unfälle der 747 wird dieser detaillierter ausgeführt.